# Grevillea striata
Grevillea striata, conocida en su lugar de origen como beefwood (palo de res), es un pequeño árbol o arbusto que es nativo de toda Australia, con la excepción de Victoria y Tasmania. Alternativamente también se le denomina Western beefwood, beef oak, beef silky oak y silvery honeysuckle.

## Características
Es un gran arbusto o árbol robusto que alcanza los 3 a 15 metros de altura. Tiene la corteza rugosa, agrietada y de color marrón. Las hojas son largas y estrechas de 10 a 45 cm de longitud y 1 cm de ancho.
Las flores son de color crema-amarillenta y se producen en espigas cilíndricas desde agosto a diciembre (finales de invierno y principio del verano), aunque pueden aparecer todo el año. Estas son seguidas por unas cápsulas leñosas con semillas que tienen 1.5 cm de longitud. 
Son plantas con una larga vida. En Nueva Gales del Sur, aún vive un árbol con la inscripción en memoria de un miembro de la expedición de Charles Sturt en 1845. James Poole, muerto por escorbuto fue enterrado cerca de este árbol en Milparinka, y la inscripción "JP 1845" fue grabada en el árbol.

## Distribución
Se desarrolla en aisladamente en zonas abiertas de bosques de Eucalyptus o Acacia y también en las comunidades de arbustos de Triodia.

## Usos
La savia del árbol la usaban los aborígenes como cemento y con propósitos medicinales. Debido a su durabilidad se le ha usado en postes y tejas. Se le conoce como palo de res por el intenso color rojo de su duramen.

## Taxonomía
Grevillea striata fue descrita por Robert Brown y publicado en Transactions of the Linnean Society of London 10: 177. 1810.
Etimología
Grevillea, el nombre del género fue nombrado en honor de Charles Francis Greville, cofundador de la Royal Horticultural Society.
Sinonimia
- Grevillea lineata R.Br.
- Grevillea striata var. lineata (R.Br.) Domin	[7]